# Dołno Sedłarce
Dołno Sedłarce (maced. Долно Седларце) – wieś w północno-zachodniej Macedonii Północnej, w gminie Brwenica.